# Vlagtwedde
Vlagtwedde (phát âmⓘ) là một đô thị ở đông bắc Hà Lan.

## Các trung tâm dân cư
Abeltjeshuis, Bakovensmee, Barnflair, Borgertange, Borgerveld, Bourtange, Burgemeester Beinsdorp, De Bruil, Ellersinghuizen, Hanetange, Harpel, Hasseberg, Hebrecht, 't Heem, Jipsingboermussel, Jipsingboertange, Jipsinghuizen, Lammerweg, Laude, Lauderbeetse, Laudermarke, Lauderzwarteveen, Leemdobben, Maten, Munnekemoer, Over de Dijk, Overdiep, Pallert, Plaggenborg, Poldert, Renneborg, Rhederveld, Rijsdam, Roelage, 't Schot, Sellingen, Sellingerbeetse, Sellingerzwarteveen, Slegge, Stakenborg, Stobben, Ter Apel, Ter Apelkanaal, Ter Borg, Ter Haar, Ter Walslage, Ter Wisch, Veele, Veerste Veldhuis, Vlagtwedde, Vlagtwedder-Barlage, Vlagtwedder-Veldhuis, Weende, Weenderveld, Weite, Wessingtange, Wollingboermarke, Wollinghuizen, Zandberg và Zuidveld.